# Ljekoviti plućnjak
Ljekoviti plućnjak (lat. Pulmonaria officinalis) je trajna dlakava biljka jajastih donjih listova na kratkim peteljkama, te gornjim manjim i sjedećim listovima. Listovi imaju manje ili više karakterističnih bijelih mrlja. Cvjetovi su raznih boja, od ružičaste na početku cvatnje do ljubičaste, plave i crvenkaste, a smješteni su na vrhu stabljike te tvore jednostrani paštitac. Korijen je koso razgranat i valjkast.

## Etimologija
Naziv biljke potječe od naziva organa - pluća, dok u ostalim jezicima ime potječe o latinske riječi istog značenja. Leonhart Fuchs (1501. – 1566.), njemački liječnik i jedan od tri "oca" botanike je dao naziv ovoj biljci. Carl Linnaeus je nazvao vrstu officinalis zbog medicinskih učinaka ove biljke, a taj naziv se koristi od Srednjeg vijeka zbog djelovanja biljke, odnosno olakšavanja iskašljavanja (latinski naziv: Pulmonaria officinalis, eng. Pulmonaria officinalis, njem. Das Gefleckte Lungenkraut/Echtes Lungenkraut, fr. La pulmonaire officinale). Sveta Hildegarda preporučuje za liječenje pluća, plućnjak kuhati u vinu.

## Opis
Plućnjak pripada porodici boražinovki (Familiae Boraginaceae), a ljekarnički mu je naziv Pulmonariae herba - maculosae. 
Vrijeme cvatnje je od ožujka do svibnja, obično raste po krčevinama, šumama, šumskim čistinama i slično. Biljka je bez naročitog mirisa i okusa.

## Branje i prerada
Ubiru se listovi ili cijela biljka u cvatu, bez korijena, te suši na toplom i prozračnom mjestu u hladu. Osušenu biljku usitniti i pohraniti u odgovarajuću ambalažu.

## Ljekoviti sadržaj
Ova je biljka prirodni adstrigent, antiseptik, antibakterik, antiinflamatorik, antitustik, antidijaroik, antiskorbut, detoksikant, diuretik, ekspektorant, hemolitik, laksativ, mucilaginoz i sekretolik.
U pučkoj medicini ovo je tražena i rabljena biljka za liječenje bolesti pluća, po kojima i dobiva ime (lat. Pulmonaria, što znači pluća, kao i zbog bijelih točkica na listovima plućnjaka koji podsjećaju na pluća). 
Biljka sadrži alantoin, resin, flavonoidi - kvercentrin, sluz, kemferol, silikat (topivi i netopivi), mineralne tvari - kalcij, željezo, kalcijev karbonat, tanin (7%), eterično ulje, vitamin C, itd.

## Uporaba
Listovi plućnjaka, zajedno s drugim biljkama, koriste se za jačanje, a u tu svrhu rabimo svježi sok istisnut iz listova ili cijele biljke. Plućnjak je sastavni dio svih čajeva i sirupa za bolesti pluća, a pomaže i kod mladih i starijih osoba, kao i kod lakših i težih stanja.
Zapadna pučka medicina plućnjak koristi kod liječenja krvi, krvarenja, bolesti mjehura, pluća, bronhitisa, proljeva, groznice, angine, kašlja, hemoroida, hrapavog grla, promuklosti, prehlade, gripe, za izazivanje znojenja, liječenje rana, akni, bolesti očiju, kožnih bolesti, kod pomanjkanja vitamina C, te za izazivanje znojenja.
Kombinacija ljekovitog bilja za liječenje plućnih oboljenja je:
stolisnik, preslica, podbijel, trputac, kadulja, list bijelog sljeza i plućnjak.
Narodna medicina preporuča korištenje ove biljke za liječenje:
- akutna i kronična upala bronhija,
- emfizem
- upala dušnika
- upala ždrijela
- teško disanje
- "katar" pluća kod pušača kao i sve druge vrste katara dišnih putova, preležana upala pluća i gripa, plućna tuberkuloza, upalna stanja.
- suhi, krvavi, magareći kašalj, kašalj s gustim ispljuvkom kojeg je teško izbaciti i koji je neugodna mirisa, osobito kod starijih osoba, razna kašljucanja

## Galerija
- Plućnjak
- Cvijet plućnjaka
- Cvijet plućnjaka
- Cvijet plućnjaka
- Cvijet plućnjaka

## Vanjske poveznice
- Biolib
- Pulmonaria officinalis
- Plućnjak  Arhivirana inačica izvorne stranice od 23. travnja 2012. (Wayback Machine)
- Plućnjak[neaktivna poveznica]
- Plućnjak